# Liste der Bodendenkmäler in Wiehl
Die Liste der Bodendenkmäler in Wiehl enthält die denkmalgeschützten unterirdischen baulichen Anlagen, Reste oberirdischer baulicher Anlagen, Zeugnisse tierischen und pflanzlichen Lebens und paläontologischen Reste auf dem Gebiet der Stadt Wiehl im Oberbergischen Kreis in Nordrhein-Westfalen (Stand: September 2020). Diese Bodendenkmäler sind in Teil B der Denkmalliste der Stadt Wiehl eingetragen; Grundlage für die Aufnahme ist das Denkmalschutzgesetz Nordrhein-Westfalen (DSchG NRW).
| Bild | Bezeichnung                                                             | Lage | Beschreibung | Bauzeit | Eingetragen seit | Denkmal- nummer |
| ---- | ----------------------------------------------------------------------- | --- | ------------ | ------- | ---------------- | --------------- |
|      | Historischer Dorfbrunnen                                                | Dahl, bei Drabenderhöhe                                                                                            |              |         |                  | 1               |
|      | Steinbruch Molbach                                                      | nördlich der Autobahn A 4 u. 600 m nordöstlich von Forst                                                           |              |         |                  | 2               |
|      | Stollen – Entwässerung der Grube „Goldener Trog“                        | 1,2 km südwestlich der Ortsmitte Wiehl und 200 m nordwestlich der Tropfsteinhöhle an der Straße nach Bierenbachtal |              |         |                  | 3               |
|      | Teichanlagen, Erzwäsche, Verhüttungsplatz, Meilerplatz im Kaltenbachtal | Gemarkung Darbenderhöhe, Flur 45, Flurstück 9 (Kaltenbachtal)                                                      |              |         |                  | 4               |
|      | Straße, Karrengeleise, Zeithstraße                                      | Gemarkung Wiehl, Flur 23, Flurstück 173 (Dornenhecke)                                                              |              |         |                  | 5               |
|      | Aufgelassenes Bergwerksfeld, Pingen, Schürfgruben                       | Großfischbach, Gemarkung Weiershagen, Flur 52, Flurstücke 8, 9, 10, 11, 15, 16, 17, 18, 19, 20                     |              |         |                  | 6               |
|      | Vorgeschichtlicher Ringwall Bielstein                                   | Unmittelbar östlich vom Ortsteil Bielstein zwischen der Wiehl und dem Bechtal gelegen                              |              |         |                  | 7               |